# Cuenca Hall
La cuenca Hall (en inglés, Hall Basin) es un cuerpo de mar del Ártico, situado entre Groenlandia y la isla de Ellesmere, la más septentrional de las islas del archipiélago ártico canadiense. Es el cuarto de los tramos del estrecho de Nares —un estrecho que une bahía Baffin,  al sur, con el mar de Lincoln, un brazos del océano Ártico, al norte— y conecta el canal Kennedy, al sur, con el canal Robeson, al norte. 
La cuenca, y todas las aguas próximas, permanecen congeladas generalmente casi todo el año y los pocos días que están libres de hielo son muy peligrosas para la navegación.

## Geografía
Las aguas de la cuenca Hall forman parte del estrecho de Nares: comienzan en la parte septentrional del canal Kennedy —pasada una línea, de unos 40 km de anchura, entre cabo Baird (costa oriental de isla Ellesmere) y cabo Morton (costa occidental de Groenlandia)—; tienen aproximadamente 90 km de longitud en dirección SO-NE (y una anchura entre 60 y 90 km); y acaban en el canal Robeson —en otra línea, de unos 35 km de anchura, entre punta Cartmel (tras bahía St Patrick, Ellesmere), y cabo Lupton (Groenlandia). 

### Ribera occidental
La ribera occidental comienza en cabo Baird, en el extremo nororiental del promontorio Judge Daly. La costa se ensancha en dirección oeste, ya que es la zona de la bahía de Lady Franklin, un ancho entrante que tiene dos fiordos interiores: fiordo Archer, un profundo entrante de unos 100 km en dirección SO, y fiordo Conybeare, de unos 35 km en dirección oeste. En aguas de la bahía están también isla Miller e isla Bellot, así como los refugios Discovery Harbour y Fort Conger. Acaba la bahía en su parte norte en cabo Distant, y tras un corto tramo, la pequeña bahía de St. Patrick y punta Cartmel.

### Ribera oriental
La ribera oriental comienza en cabo Morton, donde se ensancha en dirección este con fiordo Petermann —que recibe la lengua del gran glaciar del mismo nombre, glaciar Petermann, con unos 15 km de anchura—, cabo Tyson, con la pequeña isla Offley frente a él, la bahía en forma de arco de bahía Polaris y al final, cabo Lupton.

## Historia
La primera expedición que navegó por sus aguas fue la del estadounidense Isaac Israel Hayes en 1860-61, con la misma misión de llegar al polo norte.

### La expedición Polaris (1871-73)
La primera expedición que cruzó totalmente sus aguas, adentrándose por aguas del canal Robeson, fue otra expedición estadounidense, la del Polaris dirigida por Charles Francis Hall con la misma misión de llegar al polo norte. La tripulación, de 25 hombres, incluía al capitán Budington, a George Tyson como navegante, y al doctor Emil Bessels, un médico y naturalista alemán, como jefe del personal científico. Partieron a primeros de julio de 1871, y el Polaris enseguida demostró ser un excelente navío: navegaron en dirección norte por bahía de Baffin, cruzaron las aguas del Smith Sound, cuenca Kane, canal Kennedy, cuenca Hall y se adentraron finalmente por el canal Robeson, alcanzando un nuevo registro de navegación más al norte, 82º11'N en septiembre, casi a las puertas del mar de Lincoln, pero el hielo les impidió seguir. Fue una expedición desgraciada, ya que no consiguieron llegar ni al océano ártico y además, el propio Hall murió misteriosamente.